# François Massieu
François Jacques Dominique Massieu (Vatteville, 4 agosto 1832 – Parigi, 5 febbraio 1896) è stato un ingegnere francese.
Docente all'università di Rennes dal 1878, a lui si deve la scoperta delle funzioni di Massieu, importanti funzioni della termodinamica che ispirarono il lavoro di Willard Gibbs.